# 天狗平
天狗平（てんぐだいら）は、富山県中新川郡立山町にある標高2,300mの火山性の高原。6〜5万年前に形成された溶岩台地で、周囲の溶岩台地と比較して、10万年前に形成された弥陀ヶ原より新しく、室堂より古い。

## 概要
立山黒部アルペンルートのルート途中にある溶岩台地の高原である。高山植物の宝庫で、遊歩道である天狗平水平道は別名「チングルマロード」と言われている。花の最盛期は7月中〜8月上旬。
気温は地上と比べて12度程度低く、花盛りの夏は快適な気候となる。空気は25%程度薄い。
高原上には多くの露出した岩石があり、火成岩である安山岩の他に、氷河の運搬による迷子石も見られる。植生は室堂のそれに似るが、あまり混雑しないためよりゆったりと散策できる。

## 形成
約6万年前頃から5万年前頃に、立山カルデラの外縁付近にある室堂山あたりで噴火活動が盛んになった。弥陀ヶ原よりも一段高い地形面をもつ天狗平は、この時期の溶岩流でつくら れており、さらにこの溶岩の上に、天狗山・国見 岳をつくる溶岩が流出した。
この溶岩は粘性に富んでいたため、うすく流れずに盛り上がって天狗山のコブをつくったのである。これらの第3期の火山噴出物の総量は，約0.6立方キロメートルほどと概算される。

## 地質
天狗平の地質はデイサイト溶岩である。国見岳溶岩を覆う.カルデラ壁に好露出が見られる。最大層厚は約100mの塊状の溶岩である.流理構造が発達する。国見岳との間の谷は氷食谷（U字谷）である。
岩質は黒雲母紫蘇輝石普通輝石角閃石デイサイトであり、白色ないし淡灰色の石基中に斜長石・角閃石斑晶が目立つ特徴がある。

## 自然

### 植生
天狗平周辺に見られる主な植物はチングルマ、ワタスゲ、イワカガミ、ゼンテイカ、ミヤマキンバイである。
また広い範囲で、ショウジョウスゲ、イワイチョウの他、イワショウブ、ショウジョウバカマ、ミツバオウレン、コバイケイソウ、ミヤマリンドウ、シラネニンジンの群生が見られる。
池塘内にはユチカワズスゲ、モウセンゴケ、キダチミズゴケ、ヌマガヤ、池塘周囲の乾燥地にはエゾホソイなどが自生する。

## 施設
立山高原ホテルや天狗平山荘といった宿泊施設が充実している。

## アクセス
立山黒部アルペンルートの立山高原バスに乗り、天狗平バス停で途中下車する。途中下車時は次のバスの予約をしておく必要がある。バスを降りてすぐ一面のお花畑が見られるという、2000m超の高原では珍しい好立地である。
天狗平から室堂駅間は天狗平水平道を利用して夏の好天時ならば50分程度であり、往復しても2時間はかからない距離で、散策に向く。